# Sergio Anfossi
Sergio Anfossi Muñoz (Talca, 24 de mayo de 1933-Santiago, 20 de octubre de 2022) fue un político chileno del Partido Socialista (PS). Fue diputado por Aysén en 1973.

## Biografía
Hijo de Alberto Anfossi Nosia y Celia Muñoz Herrera. En primer matrimonio, casado con Engracia Gómez Ríos, con quien tuvo cuatro hijos. En segundo matrimonio, casado con Mónica Matus Rivas con quien tuvo tres hijos: Renatto, Robinson y Romina.
Estudió en el Liceo Comercial de Chillán y Talca.
Inició sus actividades políticas en 1950 al integrarse al Partido Socialista de Chile donde llegó a ocupar los cargos de dirigente seccional y regional. Más adelante, fue miembro del Comité Central del partido. En 1965 fue electo regidor por Coyhaique, ejerciendo por cinco años. En 1969 fue candidato a senador por Chiloé, Aysén y Magallanes, sin ser elegido.
En 1973 fue elegido como diputado 26ª Agrupación Departamental de Aysén, Coyhaique y Chile Chico, período 1973 a 1977. Integró la Comisión de Economía, Fomento y Desarrollo. Su labor parlamentaria se vio interrumpida por el Golpe de Estado del 11 de septiembre de 1973.
Partió al exilio en Costa Rica, donde recibió una distinción de parte de las autoridades de Gobierno y Parlamento Costarricenses como representante del exilio chileno. Retornó a Chile en 1986. Entre 1990 y 1992, asumió la secretaría Nacional de Organización del PS.
Durante entre 1974 y 1986, trabajó en el diario La Nación escribiendo temas sobre Chile en Dictadura. De regreso en Chile, colaboró con artículos en el diario La Época sobre la realidad política de Aysén.
En sus últimos años vivió en Quinta de Tilcoco, en la Región de O'Higgins. Falleció en Santiago, junto a su familia , su señora Mónica y sus hijos Robinson, Rominna, Renatto y Aldo.

## Historial electoral

### Elecciones parlamentarias de 1969
- Elecciones parlamentarias de 1969 para la 10ª Agrupación Provincial, Chiloé, Aysén y Magallanes.[3]